# Jakub Makovička
Jakub Makovička, né le 7 mars 1981, est un rameur tchèque.

## Palmarès

### Jeux olympiques
- 2008, à Pékin

### Championnats du monde d'aviron
- Championnats du monde d'aviron 2009 à Poznań,  Pologne
  -  Médaille d'argent en deux de pointe avec barreur

### Championnats d'Europe d'aviron
- Championnats d'Europe d'aviron 2007 à Poznań,  Pologne
  -  Médaille d'or en huit barré
- Championnats d'Europe d'aviron 2009 à Brest,  Biélorussie
  -  Médaille d'argent en quatre de pointe
- Championnats d'Europe d'aviron 2010 à Montemor-o-Velho,  Portugal
  -  Médaille de bronze en deux de pointe avec barreur